# Renaissance (wyspa)
Renaissance (do 1991 Sonesta) – prywatna, zamieszkana, wąska, ok. 3,5 km długa wyspa na Morzu Karaibskim w archipelagu Małych Antyli, w grupie wysp Wysp Zawietrznych, należąca do holenderskiego kraju autonomicznego Aruba, w Ameryce Południowej. Wyspa ma powierzchnię 48 ha i leży ok. 100 m od zachodniego brzegu Aruby, naprzeciwko portu lotniczego Królowej Beatrycze.
Wyspa została zakupiona w 1989 r. przez amerykańską sieć hotelową Sonesta International Hotels i została nazwana Sonesta. Dwa lata później Sonesta International Hotels sprzedała wyspę innej amerykańskiej sieci hotelowej Ramada Renaissance Hotels i tym samym zmieniono nazwę wyspy na obecną.
Wyspa dostępna jest dla każdego, występują tu białe plaże, namorzyny oraz wiele gatunków ptaków. U wybrzeży wyspy zatopiono samoloty Beechcraft Model 18 oraz Convair CV-440, które stały się atrakcją dla nurków.